# Kenneth Brylle Larsen
Kenneth Brylle Larsen (født 22. maj 1959 i København) er en dansk tidligere landsholdsspiller i fodbold og træner – senest for fodboldklubben Hvidovre IF. De seneste 10 år har han været chefscout i Club Brugge.
Som aktiv scorede han 2 mål i 16 kampe på A-landsholdet og repræsenterede Danmark ved EM i Frankrig i 1984.

## Karriere
Kenneth Brylle er født i København og startede karrieren i Frederiksberg Boldklub. Han spillede for Hvidovre IF i den næstbedste danske række og hjalp klubben til oprykning i 1978. Før sæsonen 1979 skiftede Brylle til de danske mestre fra Vejle Boldklub, hvor han fik sit nationale gennembrud med 13 mål på 24 divisionskampe.
I slutningen af 1979 blev Kenneth Brylle hentet til belgiske RSC Anderlecht, hvor han med en scoring i finalen var med til at vinde UEFA Cup 1982-83. I 1984 skiftede han til PSV Eindhoven og videre til Olympique Marseille i 1985, inden han i 1986 vendte tilbage til belgisk fodbold for at spille for Club Brugge, med hvem han vandt det belgiske mesterskab i 1988. Samme år blev Brylle topscorer i UEFA Cup med seks mål.
Kenneth Brylle var også med til at tabe UEFA Cup-finalen for Anderlecht i 1984 og den franske pokalfinale med Olympique Marseille i 1986.
Ved EM i Frankrig i 1984 udlignede han til 2-2 fire minutter efter at være skiftet ind i den afgørende indledende gruppekamp mod Belgien. Danmark endte med at vinde kampen 3-2 og kvalificerede sig dermed til semifinalerne.[kilde mangler]
I slutningen af karrieren spillede Kenneth Brylle for en række andre belgiske klubber. Efter karrieren blev han FIFA-certificeret træner og har blandt andet været cheftræner for Hvidovre IF.
Den 1. marts 2011 vendte Brylle tilbage til Belgien som angrebstræner og scout i Club Brugge.[kilde mangler]

## Trivia
Ud over dansk har Kenneth Brylle belgisk statsborgerskab.